# Trận Avdiivka (2017)
Trận Avdiivka năm 2017 là trận chiến trong Chiến tranh ở Donbass gần Avdiivka, vùng Donetsk, Ukraina. Nó đánh dấu cuộc chiến khốc liệt nhất trong Cuộc chiến ở Donbass đang diễn ra trong vài tuần. Theo Phái đoàn giám sát đặc biệt của OSCE tại Ukraine, trận chiến ở cấp độ chiến đấu ở Ukraine chưa từng thấy kể từ 2014-15